# Earthling Tour
Tournées par David Bowie
Outside Summer Festivals Tour (1996) 'hours…' Tour (1999)
Le Earthling Tour est une tournée mondiale de David Bowie donnée en 1997 en promotion de l'album Earthling.

## Musiciens
- David Bowie : chant, guitare, saxophone
- Reeves Gabrels : guitare
- Gail Ann Dorsey : basse, claviers, chant
- Zachary Alford : batterie
- Mike Garson : claviers[1]

## Dates

### Concerts de préparation
| Date        | Ville    | Pays        | Salle               | Remarques |
| ----------- | -------- | ----------- | ------------------- | --------- |
| 17 mai 1997 | Dublin   | Irlande     | The Factory Studios |           |
| 2 juin 1997 | Londres  | Royaume-Uni | Hanover Grand       |           |
| 3 juin 1997 | Londres  | Royaume-Uni | Hanover Grand       |           |
| 5 June 1997 | Hambourg | Allemagne   | Große Freiheit (de) |           |

### Segment européen
| Date             | Ville                 | Pays               | Salle                          | Remarques                                                                                                   |
| ---------------- | --------------------- | ------------------ | ------------------------------ | --- |
| 7 juin 1997      | Lübeck                | Allemagne          | Flughafen Blankensee           | Premier concert de la tournée.                                                                              |
| 8 juin 1997      | Offenbach-sur-le-Main | Allemagne          | Stadion am Bieberer Berg       | |
| 10 juin 1997     | Amsterdam             | Pays-Bas           | Paradiso                       | Trois chansons de ce concert figurent sur l'album LiveAndWell.com.                                          |
| 11 juin 1997     | Utrecht               | Pays-Bas           | Muziekcentrum Vredenburg       | |
| 13 juin 1997     | Essen                 | Allemagne          | Essen Stadium                  | Concert annulé.                                                                                             |
| 13 juin 1997     | Dortmund              | Allemagne          | Westfalenhalle                 | |
| 14 juin 1997     | Paris                 | France             | Parc des Princes               | |
| 16 juin 1997     | Rezé                  | France             | La Trocardiére                 | |
| 17 June 1997     | Bordeaux              | France             | La Médoquine                   | |
| 19 juin 1997     | Clermont-Ferrand      | France             | Maison des sports              | |
| 21 juin 1997     | Leipzig               | Allemagne          | AGRA                           | Go Bang Festival.                                                                                           |
| 22 juin 1997     | Munich                | Allemagne          | Neubiberg Air Base             | |
| 24 juin 1997     | Vienne                | Autriche           | Sommer Arena                   | |
| 25 juin 1997     | Prague                | République tchèque | Congress Centre                | |
| 28 juin 1997     | Oslo                  | Norvège            |                                | Kalvoeya Festival.                                                                                          |
| 29 juin 1997     | Turku                 | Finlande           |                                | Ruisrock.                                                                                                   |
| 1er juillet 1997 | Zagreb                | Croatie            | Dom Sportova                   | |
| 2 juillet 1997   | Pistoia               | Italie             | Piazza del Duomo               | |
| 4 juillet 1997   | Thourout              | Belgique           |                                | Torhout Festival.                                                                                           |
| 5 juillet 1997   | Werchter              | Belgique           |                                | Festival Rock Werchter.                                                                                     |
| 6 juillet 1997   | Ringe                 | Danemark           |                                | Midtfyns Festival (en).                                                                                     |
| 8 juillet 1997   | Brescia               | Italie             | Stadio Mario Rigamonti         | |
| 10 juillet 1997  | Naples                | Italie             |                                | Neapolis Festival.                                                                                          |
| 11 juillet 1997  | Arbatax               | Italie             |                                | Rocce Rosse Festival.                                                                                       |
| 13 juillet 1997  | Frauenfeld            | Suisse             | Out in the Green               | |
| 15 juillet 1997  | Madrid                | Espagne            | Las Ventas                     | Concert annulé.                                                                                             |
| 15 juillet 1997  | Madrid                | Espagne            | Aqua Lung                      | |
| 16 juillet 1997  | Saragosse             | Espagne            | Pabellón Príncipe Felipe       | |
| 17 juillet 1997  | Saint-Sébastien       | Espagne            | Velódromo de Anoeta (en)       | |
| 19 juillet 1997  | Stratford-upon-Avon   | Royaume-Uni        | Aérodrome de Long Marston (en) | Phoenix Festival (en). Bowie se produit sous le nom de « Tao Jones Index ».                                 |
| 20 juillet 1997  | Stratford-upon-Avon   | Royaume-Uni        | Aérodrome de Long Marston      | Phoenix Festival. Ce concert est publié en 2021 sous le titre Look at the Moon! (Live Phoenix Festival 97). |
| 22 juillet 1997  | Glasgow               | Royaume-Uni        | Barrowlands (en)               | |
| 23 juillet 1997  | Manchester            | Royaume-Uni        | Manchester Academy             | |
| 25 juillet 1997  | Malmö                 | Suède              | Mölleplatsen                   | |
| 26 juillet 1997  | Stockholm             | Suède              |                                | Lollipop Festival.                                                                                          |
| 27 juillet 1997  | Gdańsk                | Pologne            | Stadion Lechii                 | Concert annulé.                                                                                             |
| 29 juillet 1997  | Lyon                  | France             | Fourvière                      | |
| 30 juillet 1997  | Juan-les-Pins         | France             | Pinède Gould                   | |
| 1er août 1997    | Birmingham            | Royaume-Uni        | Que Club (en)                  | |
| 2 août 1997      | Liverpool             | Royaume-Uni        | Royal Court Theatre (en)       | |
| 3 août 1997      | Newcastle upon Tyne   | Royaume-Uni        | Riverside                      | |
| 5 août 1997      | Nottingham            | Royaume-Uni        | Rock City (en)                 | |
| 6 août 1997      | Leeds                 | Royaume-Uni        | Town & Country Club            | |
| 8 août 1997      | Dublin                | Irlande            | Olympia Theatre                | |
| 9 août 1997      | Dublin                | Irlande            | Olympia Theatre                | |
| 11 août 1997     | Londres               | Royaume-Uni        | Shepherd's Bush Empire         | |
| 12 août 1997     | Londres               | Royaume-Uni        | Shepherd's Bush Empire         | |
| 14 août 1997     | Budapest              | Hongrie            | Student Island Fest            | |

### Segment nord-américain
| Date              | Ville           | Pays       | Salle                       | Remarques                                                                                  |
| ----------------- | --------------- | ---------- | --------------------------- | ------------------------------------------------------------------------------------------ |
| 6 septembre 1997  | Vancouver       | Canada     | Plaza of Nations (en)       |                                                                                            |
| 7 septembre 1997  | Seattle         | États-Unis | Paramount Theatre           |                                                                                            |
| 9 septembre 1997  | San Francisco   | États-Unis | Warfield Theatre (en)       |                                                                                            |
| 10 septembre 1997 | Los Angeles     | États-Unis | Hollywood Athletic Club     |                                                                                            |
| 12 septembre 1997 | Universal City  | États-Unis | Universal Amphitheatre      |                                                                                            |
| 13 septembre 1997 | Universal City  | États-Unis | Universal Amphitheatre      |                                                                                            |
| 15 septembre 1997 | San Francisco   | États-Unis | Warfield Theatre (en)       |                                                                                            |
| 16 septembre 1997 | San Francisco   | États-Unis | Warfield Theatre            |                                                                                            |
| 19 septembre 1997 | Chicago         | États-Unis | The Vic Theatre (en)        |                                                                                            |
| 21 septembre 1997 | Détroit         | États-Unis | State Theatre (en)          |                                                                                            |
| 22 septembre 1997 | Détroit         | États-Unis | State Theatre               |                                                                                            |
| 24 septembre 1997 | Montréal        | Canada     | Metropolis                  |                                                                                            |
| 25 septembre 1997 | Montréal        | Canada     | Metropolis                  |                                                                                            |
| 27 septembre 1997 | Toronto         | Canada     | The Warehouse (en)          |                                                                                            |
| 28 septembre 1997 | Toronto         | Canada     | The Warehouse               |                                                                                            |
| 30 septembre 1997 | Boston          | États-Unis | Orpheum Theatre (en)        |                                                                                            |
| 1er octobre 1997  | Boston          | États-Unis | Orpheum Theatre             |                                                                                            |
| 3 octobre 1997    | Philadelphie    | États-Unis | Electric Factory (en)       |                                                                                            |
| 4 octobre 1997    | Philadelphie    | États-Unis | Electric Factory            |                                                                                            |
| 7 octobre 1997    | Fort Lauderdale | États-Unis | Chili Pepper                |                                                                                            |
| 8 octobre 1997    | Fort Lauderdale | États-Unis | Chili Pepper                |                                                                                            |
| 10 octobre 1997   | Atlanta         | États-Unis | International Ballroom      |                                                                                            |
| 12 octobre 1997   | Washington      | États-Unis | The Capitol Ballroom (en)   |                                                                                            |
| 13 octobre 1997   | New York        | États-Unis | The Supper Club             |                                                                                            |
| 14 octobre 1997   | Port Chester    | États-Unis | Capitol Theatre             | Concert spécial pour MTV.                                                                  |
| 15 octobre 1997   | New York        | États-Unis | Radio City Music Hall       | Concert aux GQ Awards. Quatre chansons de ce concert figurent sur l'album LiveAndWell.com. |
| 17 octobre 1997   | Chicago         | États-Unis | Aragon Ballroom             |                                                                                            |
| 18 octobre 1997   | Saint Paul      | États-Unis | Roy Wilkins Auditorium (en) |                                                                                            |
| 23 octobre 1997   | Mexico          | Mexique    | Foro Sol                    |                                                                                            |

### Segment sud-américain
| Date              | Ville          | Pays      | Salle                                         | Remarques                                                         |
| ----------------- | -------------- | --------- | --------------------------------------------- | ----------------------------------------------------------------- |
| 31 octobre 1997   | Curitiba       | Brésil    | Paulo Leminski Concert and Entertainment Hall |                                                                   |
| 1er novembre 1997 | São Paulo      | Brésil    | Ibirapuera Arena                              |                                                                   |
| 2 novembre 1997   | Rio de Janeiro | Brésil    | Citibank Hall (en)                            | Deux chansons de ce concert figurent sur l'album LiveAndWell.com. |
| 5 novembre 1997   | Santiago       | Chili     | Estadio Nacional de Chile                     |                                                                   |
| 7 novembre 1997   | Buenos Aires   | Argentine | Estadio Arquitecto Ricardo Etcheverri         | Dernier concert de la tournée.                                    |

## Chansons jouées
- De Space Oddity : Space Oddity
- De The Man Who Sold the World : The Man Who Sold the World, The Supermen
- De Hunky Dory : Quicksand, Queen Bitch
- De The Rise and Fall of Ziggy Stardust and the Spiders from Mars : Moonage Daydream, Lady Stardust
- De Aladdin Sane : Aladdin Sane (1913–1938–197?), Panic in Detroit, The Jean Genie
- De Diamond Dogs : Diamond Dogs, Rebel Rebel
- De Young Americans : Young Americans, Fame
- De Station to Station : Stay
- De Low : Always Crashing in the Same Car
- De "Heroes" : "Heroes", V-2 Schneider
- De Lodger : Look Back in Anger
- De Scary Monsters (and Super Creeps) : Scary Monsters (and Super Creeps), Ashes to Ashes, Fashion
- De Let's Dance : Let's Dance, China Girl
- De Tin Machine : I Can't Read
- De Black Tie White Noise : Pallas Athena
- De 1. Outside : Outside, The Hearts Filthy Lesson, Hallo Spaceboy, The Motel, The Voyeur of Utter Destruction (As Beauty), I'm Deranged, Strangers When We Meet
- De Earthling : Little Wonder, Looking for Satellites, Battle for Britain (The Letter), Seven Years in Tibet, Dead Man Walking, Telling Lies, The Last Thing You Should Do, I'm Afraid of Americans
- Autres chansons de Bowie : Can't Help Thinking About Me, All the Young Dudes, Under Pressure
- Reprises d'autres artistes : My Death (Jacques Brel), I'm Waiting for the Man (The Velvet Underground), O Superman (For Massenet) (Laurie Anderson), Volare (Domenico Modugno), White Light/White Heat (The Velvet Underground